# Cuautochco
Cuautochco es una palabra que los indios cuauhtochtli llamaban a una especie de ardilla que vive en los árboles. Sin embargo, el jeroglífico que esta palabra representa se compone de un árbol y en la parte central-baja, se encuentra un tochtli que no tiene la apariencia de un conejo como tal  sino la forma de un animal carnívoro, cuadrúpedo, el ocotochtli, que es un gato montés.
Podemos deducir que "conejo de los árboles" era el nombre con el que se referían a los gatos monteses, cuadrúpedos que trepan árboles, por lo que el significado quedaría de la siguiente manera: "En el lugar de los gatos monteses".

## Etimología
(Cuauh-tuch-co): cuahuitl; árbol, Tuchtli; conejo, Co; en: "En el conejo de los árboles".
- Datos: Q5793453